# Елебих (генерал)
Елебих (Ellebichus) e военачалник на Източната Римска империя през 4 век.
През 383–388 г. Елебих e magister equitum et peditum на Изтока per Praetorian prefecture Orientem при император Валентиниан II.
В първите години на управлението си е получавал писма от Ливан от Григорий Назиански. През 387 г. е назначен при майстора на занаятите Цезарий да разследва народните бунтове в Антиохия. Има дъщеря.